# اردوکشی اردشیر دوم علیه کادوسیان
کارزار کادوسیان یک کارزار نظامی از سوی شاه اردشیر دوم در ۳۸۵ پیش از میلاد علیه کادوسیان بود. خاستگاه‌های این کارزار در منابع تاریخی گواهی نشده‌اند، اما احتمالاً در واکنش به شورش کادوسیان و امتناع آن‌ها از پرداخت خراج صورت گرفته‌است.
مردم کادوسی در یک منطقه کوهستانی در آتروپاتن در سواحل جنوب غربی دریای کاسپین، بین مدارهای ۳۹° و ۳۷° شمالی، که به نام ساکنانش کادوسیا خوانده می‌شد، زندگی می‌کردند. این منطقه احتمالاً از شمال به رودخانه سیروس (امروزه کورا، در جمهوری آذربایجان، که از نظر تاریخی به نام‌های اران و آلبانیای قفقاز)، و از جنوب به رودخانه ماردوس (امروزه رود سفید) محدود می‌شد، و با استان‌های امروزی گیلان و اردبیل در ایران مطابقت دارد. آن‌ها توسط استرابو به عنوان قبیله‌ای جنگجو از کوهستان‌نشینان توصیف شده‌اند که عمدتاً پیاده می‌جنگیدند و در استفاده از نیزه کوتاه یا زوبین مهارت داشتند.
اردشیر لشکری را سازماندهی کرد که به گفته پلوتارک، متشکل از ۳۰۰٬۰۰۰ سرباز پیاده و ۱۰٬۰۰۰ سوار بود. او شخصاً فرماندهی این لشکرکشی را بر عهده داشت و از جمله افسران همراه او تیری‌باز و داتامس بودند. با پیشروی به داخل قلمرو دشمن، دیری نپایید که ارتش از گرسنگی رنج برد. زمین کوهستانی غذای کمی داشت جز چند گلابی، سیب و سایر میوه‌های درختی که برای تغذیه چنین سپاه عظیمی کافی نبود. ارتش ابتدا مجبور به خوردن حیوانات بارکش خود و سپس اسب‌های سواره نظام خود شد.
تیری‌باز راه حلی برای پایان دادن به این کارزار و نجات ارتش شاه یافت. او می‌دانست که کادوسیان بین دو رئیس رقیب تقسیم شده‌اند، بنابراین پسرش را برای مذاکره با یکی فرستاد در حالی که خودش با دیگری مذاکره می‌کرد. هم تیری‌باز و هم پسرش هر دو رئیس کادوسی را متقاعد کردند که دیگری فرستادگانی را نزد شاه ایران فرستاده و به دنبال صلح سودمند است. هیچ‌یک از این دو رئیس که نمی‌خواستند از رقیب خود عقب بمانند، تسلیم اردشیر شدند. با پایان موفقیت‌آمیز مذاکرات، ارتش عقب‌نشینی کرد و به این کارزار پایان داد.